# براندون سعد
براندون سعد (بالإنجليزية: Brandon Saad)‏ هو لاعب هوكي الجليد أمريكي، ولد في 27 أكتوبر 1992 في بيتسبرغ في الولايات المتحدة.

## وصلات خارجية
- براندون سعد على موقع دوري الهوكي الوطني (الإنجليزية)
- براندون سعد على موقع قاعة مشاهير الهوكي (لاعب أن.إتش.أل) (الإنجليزية)
- براندون سعد على موقع EliteProspects.com (الإنجليزية)
- براندون سعد على موقع Eurohockey.com (الإنجليزية)
- براندون سعد على موقع HockeyDB.com (الإنجليزية)
- براندون سعد على موقع Hockey-Reference.com (الإنجليزية)